# Palomas (Madrid)
Palomas es un barrio del distrito de Hortaleza de Madrid. Su nombre lo debe a una de las colonias que forman el barrio, Colonia Palomas, si bien, este nombre casi no se usa, salvo en documentos administrativos.
Es popularmente llamada "La Piovera", por el nombre de otra de las colonias que la componen, Colonia Piovera. Esto puede crear confusión ya que este nombre también es usado por otro barrio contiguo, el de Piovera.

## Localización y Urbanismo
Palomas, es un barrio de Madrid, perteneciente al distrito de Hortaleza. Se encuentra en el sureste del distrito, en el ángulo formado por la M-40 y la A-2.
Sus lindes son las siguientes:
- Al norte lo limitan la Avenida de los Andes, que lo separa del barrio de Piovera, y la carretera de circunvalación M-40, también referida como Manuel Azaña en este tramo, tras la que están ubicados los recintos feriales IFEMA y el parque Juan Carlos I.
- Al este bordeada por la M-40, y las vías del ferrocarril, tras las que está el parque del Capricho, en el distrito de Barajas.
- Al sur, con la autopista A-2 Madrid-Barcelona, que lo separa de Canillejas, en el distrito de San Blas-Canillejas.
- Al oeste, con el puente de Feijoo Juvara y la Avenida de los Andes, que lo separan del Pinar del Conde de Barajas, en el barrio limítrofe de Piovera.

El barrio de divide en tres zonas:
- Colonia Piovera. Que estaría entre la Calle de Guadalajara y la Calle de la Espirea, y entre la A-2 y la Calle de las Azaleas, corresponde aproximadamente con el perímetro de una quinta de recreo que se llamó La Piovera y que aquí estuvo sita, y de la que queda algún edificio. Todavía se observan algunas características del concepto originario de poblamiento, como las calles arboladas y el concepto de entorno de casas unifamiliares con pequeña parcela, pero lamentablemente, con la laxitud en cuanto a tamaños mínimos de parcela y cabida autorizada y la edificación en altura de grandes edificios, se perjudicó el mismo irreparablemente.
- Colonia Palomas. Que quedaría entre la Calle de Guadalajara y la M-40. También se observan algunas de las características de su naturaleza de colonia urbana, pero, igualmente, ha sido afectada por un desarrollo poco o nada riguroso, con la ocupación excesiva de parcela y la construcción de edificios en altura, aunque en menor medida.
- Barriada Arroyo del Santo. Que corresponde con la última fase urbanizada, en el entorno de la Avenida de los Andes. De Desarrollo moderno, conformada por calles anchas y construcción en altura, junto con parques y espacios verdes.

El desarrollo urbano de Palomas ha sido muy irregular desde los años 60 hasta la actualidad, y cuenta con diversas actuaciones constructivas que han degradado de forma acentuada el urbanismo de ambas colonias. El barrio ha perdido por ello parte del encanto de urbanización compuesta de casas con jardín, y se vuelve cada vez más un barrio periférico.
Con la construcción en los años 90 de la M-40 y el desarrollo de Arroyo del Santo, el barrio completa su fisionomía actual y se torna finalmente urbano.
Los tres barrios antedichos son eminentemente residenciales, en especial Palomas y Piovera. Los comercios están situados en Arroyo del Santo, en el entorno de la Avda. de los Andes, incluyendo el Centro Comercial Hipercor "Campo de las Naciones", y algún establecimiento comercial o sucursal en el interior en Colonia Piovera, en las calles Guadalajara y Sándalo, y algunos locales comerciales no ocupados en Colonia Palomas, en su zona más cercana al metro de Canillejas.

## Demografía
De acuerdo con los servicio estadísticos municipales, a 1 de enero de 2008, la población del barrio de Palomas era: 6222 habitantes, de los cuales 3036 son hombres y 3186 son mujeres.

## Historia
Antiguamente era una zona de huertas perteneciente al término municipal de Canillejas. Hoy está integrado en el distrito de Hortaleza, mientras que Canillejas fue unido al distrito de San Blas, actualmente San Blas-Canillejas.
Este paraje, entre la cuenca del Jarama y del Abroñigal, tenía abundante agua por los arroyos intermitentes y los acuíferos que la recorrían. Esta agua surtía a Madrid a través de una rama del antiguo viaje de agua del Bajo Abroñigal, que seguía aproximadamente el trazado de la Calle de Alcalá, hasta Canillejas.
Su primer desarrollo urbano data de la década de 1930, como colonia de recreo, edificándose casas unifamiliares sobre parcelas de algún tamaño, que permitían el mantenimiento de una pequeña huerta. Era común el uso de pozos para el abastecimiento de agua, ya que la zona contaba hasta fechas recientes con acuíferos que hoy han mermado o desaparecido, afectados por el desarrollo urbanístico posterior.
Con la construcción de la Avenida de América, se creará una separación física entre Canillejas y estos asentamientos, que se acentuará con la conversión del acceso al aeropuerto en autopista.
El 24 de junio de 1949 el Ministerio de Gobernación se decreta disolución del Ayuntamiento de Canillejas y la anexión de su término municipal por Madrid. Tras ello, en la reestructuración del municipio de Madrid de 1987, Canillejas será unida al recién creado distrito de San Blas, y Palomas separada de Canillejas y unida al distrito de Hortaleza.
Su desarrollo urbano moderno data de la década de 1960, cuando se produce un despegue importante en la capital de la construcción y promoción de viviendas. En 1968 la constructora Vallehermoso comienza en el barrio su promoción de viviendas "Piovera". Su objetivo era obtener la adjudicación de un contrato para construir residencias confortables para el personal militar destinado en la cercana base aérea de Torrejón, que sufrían las incomodidades de residir en dicho recinto. Cabe señalar que la constructora no obtuvo el contrato, si bien algunas familias de norteamericanos se mudaron al barrio, lo cual propició cierta interculturalidad.

## Edificaciones destacables

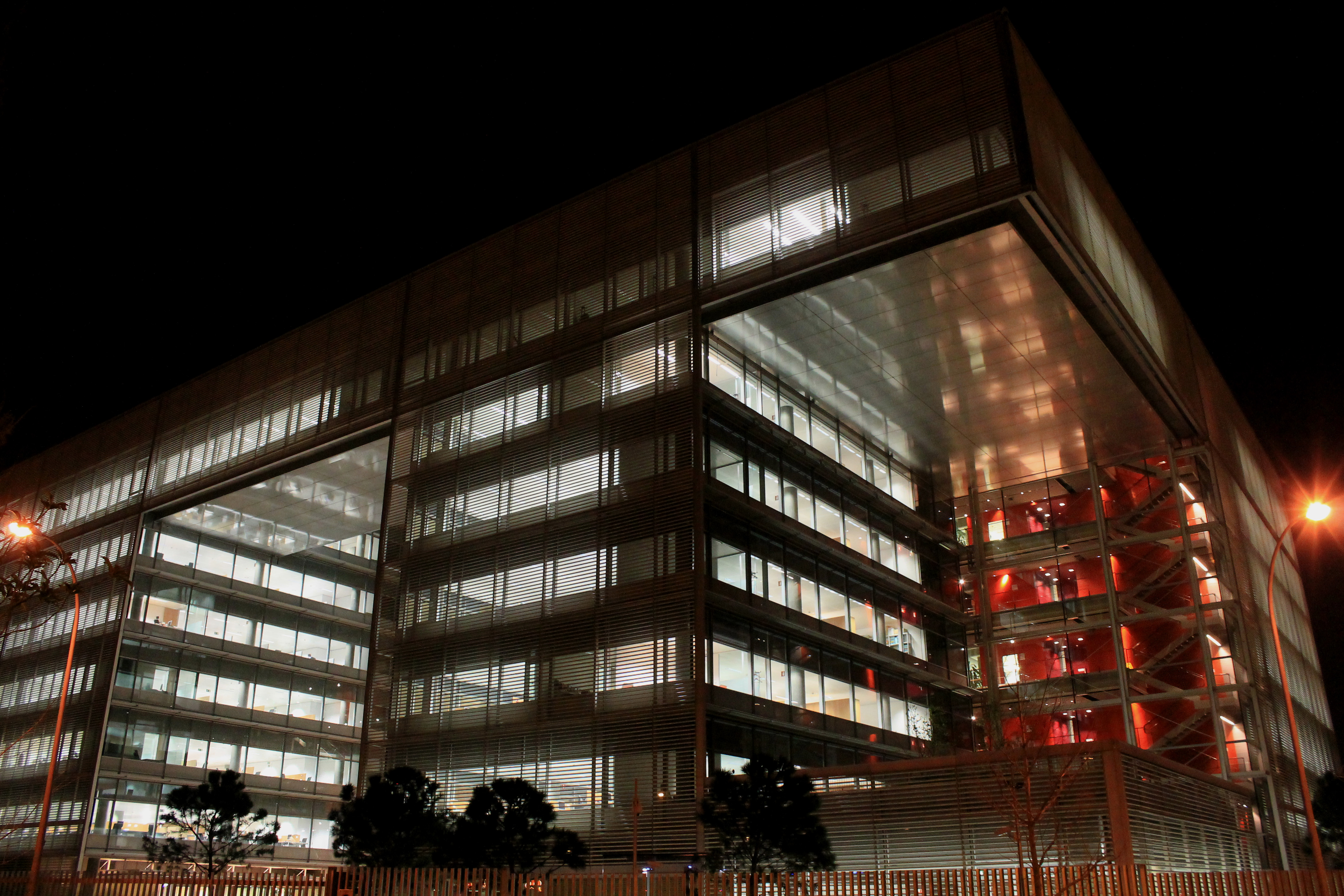
La sede del Banco Popular se encuentra en el barrio

- La sede del Banco Popular Español, llamado Edificio Abelias, donde también alberga su centro de procesamiento de datos.

- El edificio de oficinas "Piovera Azul", está situado sobre la A-2, su entrada en la calle Peonías. Este edificio de oficinas dispuesto horizontalmente, de líneas rectas, suavizadas por algún elemento curvo. Acristalado casi en su totalidad, llama la atención su intenso color azul. Alberga las oficinas de AENA. Está dotado de helipuerto en la azotea, pero sin uso.
- El denominado "Cuartel de Archiduque", emplazado en el interior del barrio. Un edificio antiguo rehabilitado en vivienda. De forma cuadrada, tiene una entrada principal desde la calle, que da acceso a un patio central, desde el cual se accede a las viviendas. Destaca el escudo de piedra en el acceso al patio.
- "Hotel Osuna". Interesante construcción hotelera, dispuesta en sus edificios más antiguos dos filas de "bungalows" adosados en dos alturas, enfrentadas, dando sus fachadas a la piscina y a un jardín arbolado. Las habitaciones también tienen acceso con el coche a pie de habitación, por la parte trasera. Tiene un edificio central para los servicios. Posteriormente, se amplió en la parte de atrás con otro edificio, lamentablemente sin relación con el conjunto anterior.
- Chalet unifamiliar, situado en la Calle de Eduardo Mazón esquina con la Calle Guadalajara. Pequeña edificación unifamiliar, con aire señorial. A pesar de su aspecto antiguo, debió ser edificada con posterioridad a 1946, pues no aparece en la foto aérea de Madrid que se efectúa en ese año. Como curiosidad, tiene un escudo de Madrid en su balcón.
- "Colegio Santa María de la Hispanidad". Chalet unifamiliar (Guardería) situado en la Calle de Armonía esquina con la Calle de Vizconde de Uzqueta. Tiene un molino de viento, sin uso, para accionar la bomba del pozo del que se extraía el agua.
- Iglesia de Nuestra Señora de las Américas, en la calle de Peonias. Una mole roja construida en los años 90 para dotar al barrio de iglesia, que antes estuvo ubicada durante muchos años en un local en la Calle Guadalajara. Impresionante la estrella que forman las vigas del techo, hechas de hormigón.
- Monasterio de la Natividad del Señor: a finales de los años 70 una comunidad de HH Benedictinas se estableció en un anterior convento de religiosas. Son bien conocidas por el taller monástico de iconos. Allí, sobre el presbiterio de la iglesia monástica, se encuentra el "Pantocrator de Canillejas" pintado por un iconógrafo griego en 1985.
- Ruinas, situadas en la esquina de la Calle Luis de la Mata con la vía de servicio de la A-2. Ruinas de una casa de ladrillo rojo, del primer desarrollo urbanístico. Se ven restos de lo que fue un pozo. Hasta finales del siglo XX se conservaba su notable puerta neomudéjar (Puerta de la Piovera de Canillejas).
- "Casetas de Guardía" en el comienzo del Paseo de la Alameda de Osuna. Dos pequeñas casetas de vigilancia, en el camino de acceso a la Alameda de Osuna. las dos garitas de ladrillo que aún existen al comienzo del Paseo de la Alameda de Osuna junto a la vía de servicio de la N-II. Estas eran las garitas de los centinelas a la entrada del Cuartel General de la Defensa de Madrid, que se ubicó en la cercana finca del Capricho.

## Transportes

### Metro de Madrid
El barrio de Palomas no cuenta con ninguna parada de Metro, si bien, hay algunas cercanas. Estas son Canillejas, que forma parte de la línea 5, y Estación de Feria de Madrid, que forma parte de la línea 8.

### Autobuses
Las líneas de autobús que prestan servicio al barrio son:
| Línea | Terminales                                 |
| ----- | ------------------------------------------ |
| 101   | Canillejas – Aeropuerto / Barajas          |
| 104   | Ciudad Lineal – Mar de Cristal             |
| 105   | Ciudad Lineal – Barajas                    |
| 112   | Mar de Cristal – Barrio del Aeropuerto     |
| 114   | Avenida de América – Barrio del Aeropuerto |
| 115   | Avenida de América – Barajas               |
| 153   | Las Rosas – Mar de Cristal                 |
| N4    | Cibeles – Barajas                          |